# Pseudobranchiomma emersoni
Pseudobranchiomma emersoni är en ringmaskart som beskrevs av Jones 1962. Pseudobranchiomma emersoni ingår i släktet Pseudobranchiomma och familjen Sabellidae. Inga underarter finns listade i Catalogue of Life.